# Chorlton and the Wheelies
Chorlton and the Wheelies (País das Rodinhas em Portugal) é uma série de desenho animado infantil britânica produzida pela Cosgrove Hall Productions e exibida na ITV no Reino Unido entre 1976 e 1979. Em Portugal, a série foi dobrada em português e foi exibida no início dos anos 80 pela RTP2 e pela RTP1.
A série gira em torno das aventuras de Chorlton, um dragão fictício da felicidade que aparecia no primeiro episódio num lugar chamado de Wheelie World (País das Rodinhas na versão portuguesa), saindo de um ovo. O País das Rodinhas é habitado principalmente pelos Wheelies (Rodinhas na versão portuguesa), uma raça de criaturas antropomórficas que se locomovem por meio de rodas. Eles têm três rodas cada: duas grandes na frente (semelhantes a pés) e uma menor centrada na parte de trás (semelhante a uma cauda). As rodas são substituíveis, e rodas adequadas crescem na vegetação encontrada no País das Rodinhas.
Os Rodinhas estão em conflito com Fenella (Chaladinha na versão portuguesa), uma bruxa malvada que fala com um sotaque galês muito forte e vive no País das Rodinhas mas separadamente dos Rodinhas, em uma chaleira. A Chaladinha odeia alegria, e usa os poderes dela principalmente para fazer os Rodinhas ficarem infelizes. Ela tem capacidades mágicas, incluindo uma forma de teletransporte, que é seu principal modo de transporte, e assistentes encantados, incluindo um livro mágico que ajuda a inventar os feitiços dela, e um telescópio que dá-lhe conselhos sobre magia.
Os Rodinhas adotaram em sua sociedade um "dragão da felicidade", o Chorlton. O Chorlton é perpetuamente bem-humorado e perpetuamente sem noção. Por exemplo, ele não consegue perceber a Chaladinha como uma vilã, e refere-se carinhosamente a ela na versão original como uma "velhinha". No entanto, a sua presença nega a magia da infelicidade, então os Rodinhas tratam-o como um herói.
O personagem principal homônimo recebe o seu nome do subúrbio de Manchester no qual o estúdio Cosgrove Hall foi baseado: a lenda "Made in Chorlton-cum-Hardy" é encontrada escrita no interior do ovo do qual ele choca no primeiro episódio da série.